# 科鲁尼亚德尔孔德
科鲁尼亚德尔孔德，是西班牙卡斯蒂利亚-莱昂布尔戈斯省的一个市镇。总面积32平方公里，总人口164人（2001年），人口密度5人/平方公里。